# The Stolen Puppy
The Stolen Puppy è un cortometraggio muto del 1904 diretto da Lewin Fitzhamon.

## Trama
Un ragazzino prende il cucciolo di una ragazza e lo nasconde nella tasca di un uomo.

## Produzione
Il film fu prodotto dalla Hepworth.

## Distribuzione
Distribuito dalla Hepworth, il film - un cortometraggio della lunghezza di trenta metri - uscì nelle sale cinematografiche britanniche nell'aprile 1904. Nel luglio dello stesso anno, la Edison Manufacturing Company lo distribuì anche negli Stati Uniti.
Non si hanno altre notizie del film che si ritiene perduto, forse distrutto nel 1924 quando il produttore Cecil M. Hepworth, ormai fallito, cercò di recuperare l'argento del nitrato fondendo le pellicole.